# Circonvoluzione frontale superiore
La circonvoluzione frontale superiore (in inglese Superior frontal gyrus, SFG) copre circa un terzo del lobo frontale nel cervello umano. È, a lato, confinante con il solco frontale superiore.
La circonvoluzione frontale superiore, come la circonvoluzione frontale inferiore e la circonvoluzione frontale media, è più una regione che una circonvoluzione vera e propria.

## Funzioni

### Consapevolezza di sé
Alcuni esperimenti di imagign basati sulla risonanza magnetica funzionale (fMRI), è stato messo in evidenza come la circonvoluzione frontale superiore sia coinvolta nella consapevolezza di sé, in coordinamento con l'azione propria del sistema sensoriale.

### Risata
Nel 1998, il neurochirurgo Itzhak Fried descrisse il caso di un paziente di 16 anni (di seguito "paziente AK"), che rideva quando la sua circonvoluzione frontale superiore veniva stimolata con stimoli consistenti in scariche elettriche ad intensità variabile, veicolate da alcuni elettrodi, durante il trattamento per l'epilessia. La stimolazione elettrica veniva applicata alla superficie corticale del lobo frontale sinistro del paziente AK, mentre si cercava di individuare l'area di tessuto cerebrale epilettogena (in grado cioè di scatenare le crisi epilettiche, le quali, peraltro, in AK non erano mai state accompagnate da risate).
Fried identificò una zona cerebrale (di area pari a circa 2 cm per 2 cm) nella zona della circonvoluzione frontale superiore sinistra, la quale (adeguatamente stimolata in più tentativi) produceva invariabilmente una risposta motoria consistente nella produzione di risate. Il paziente AK, interrogato dopo gli esperimenti, riferiva che la risata era accompagnata da una sensazione di gioia o di allegria.
Altri studi successivi hanno messo in evidenza la possibilità di dissociazione tra la risata e la sensazione di allegria.
Il paziente dava ogni volta una spiegazione diversa per le sue risate, attribuendole ad uno stimolo esterno, da altri considerato poco divertente. A titolo d'esempio, quando stimolato nell'area SFG, il paziente AK attribuiva le sue risate al fatto che un dipinto oppure un racconto gli sembrasse particolarmente buffo, oppure ancora alla stravaganza di altre persone presenti nella stanza in cui venivano condotti gli esperimenti ("...Voi ragazzi, che siete qui intorno a me, siete così divertenti! ...").
Aumentare il livello di stimolazione elettrica, aumentava la durata e l'intensità delle risate. Ad esempio, a basse correnti di stimolazione, venivano registrati dei semplici sorrisi, mentre a stimolazioni elettriche più elevate, venivano indotte sonore risate contagiose. La risata si accompagnava anche alla sospensione di tutte le attività che comportavano discorsi o movimenti della mano.
In letteratura medica esistono anche studi che evidenziano come la risata possa essere evocata dalla stimolazione della circonvoluzione frontale inferiore sinistra (regione opercolare).

## Galleria d'immagini

Posizione della circonvoluzione cerebrale superiore (evidenziata in rosso)
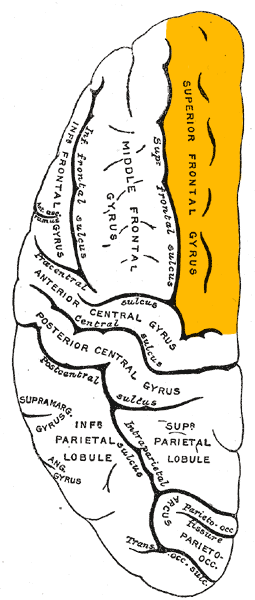
Emisfero cerebrale sinistro, visto dall'alto
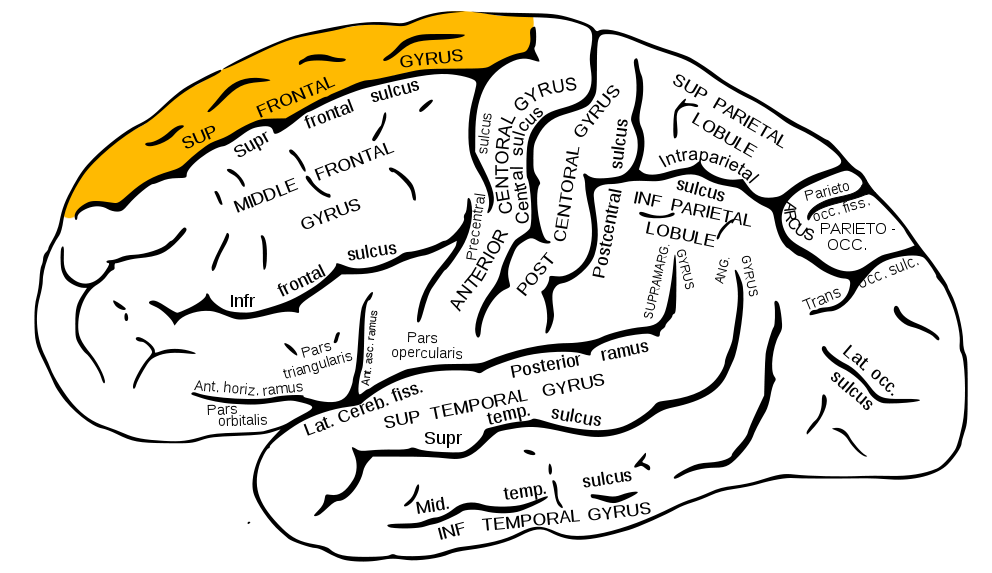
Superficie laterale dell'emisfero cerebrale sinistro
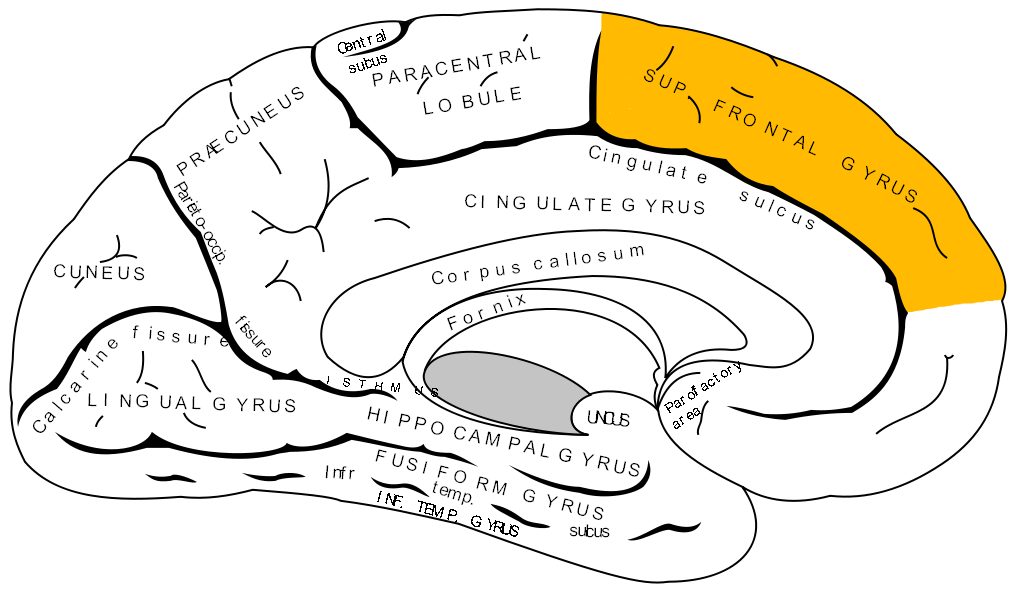
Superficie mediale dell'emisfero cerebrale sinistro
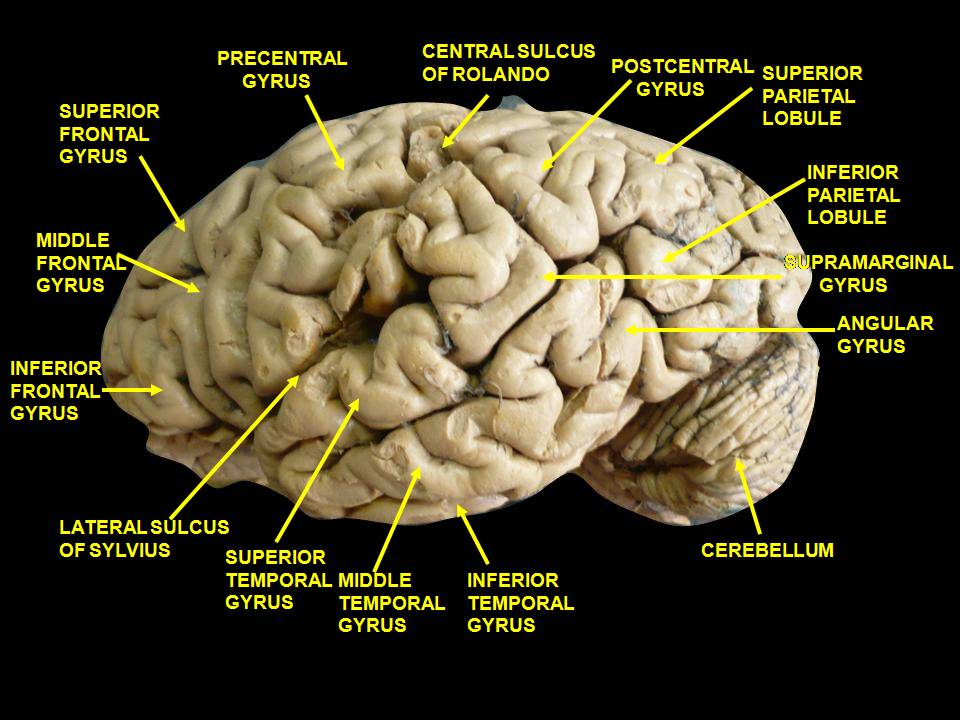
Cervello. Vista laterale. Dissezione profonda
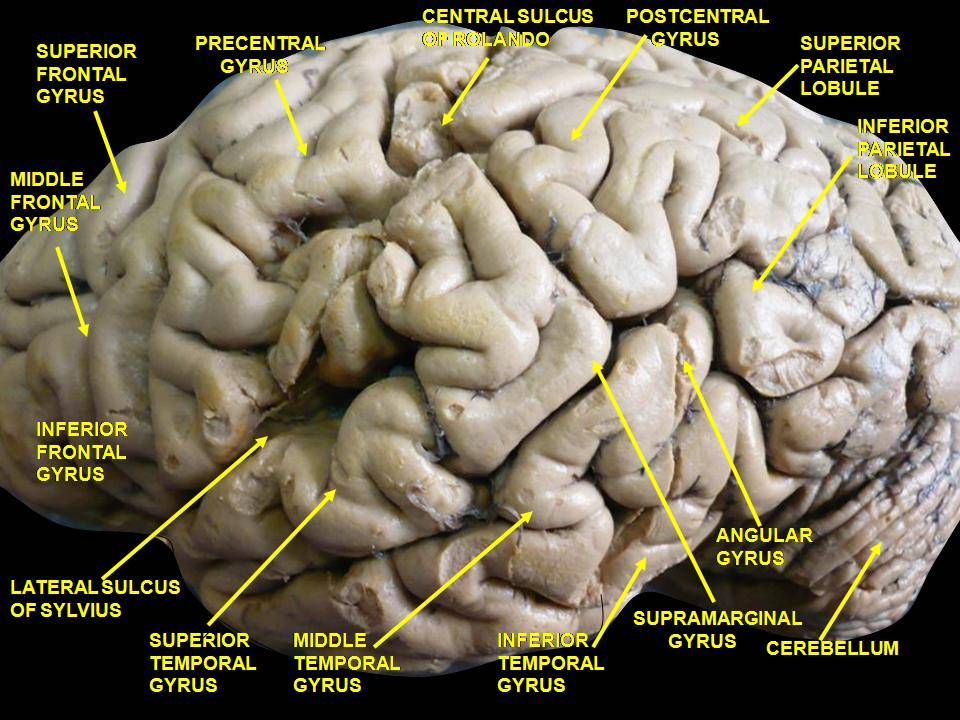
Cervello. Vista laterale. Dissezione profonda
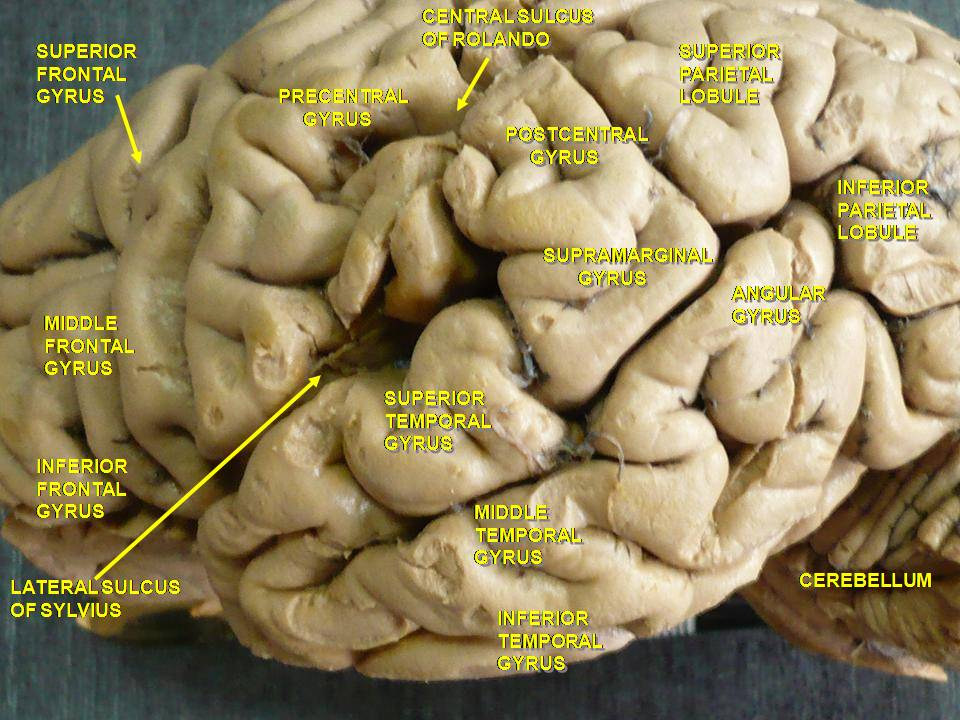
Cervello. Vista laterale. Dissezione profonda